# Svatá Kateřina (Šebrov-Kateřina)
Svatá Kateřina je vesnice, část obce Šebrov-Kateřina v okrese Blansko. Nachází se asi 1 km východně od Šebrova. Prochází zde silnice II/379. Je zde evidováno 79 adres. Trvale zde v roce 2001 žilo 153 obyvatel.
Svatá Kateřina je také název katastrálního území o rozloze 2,23 km2.

## Historie
První písemná zmínka o obci pochází z roku 1469.
V roce 1846 zde bylo už 24 domů se 118 obyvateli, v roce 1900 40 domů a 228 obyvatel.
V letech 2021–2022 byla ve vsi vybudována kanalizace.

## Pamětihodnosti
- Kostel svaté Kateřiny